# Championnat de France de rugby à XV de 3e division fédérale 2012-2013
Navigation
Fédérale 3 2011-2012 Fédérale 3 2013-2014
Cette page présente la saison 2012-2013 de Fédérale 3.

## Règlement
Les 160 clubs répartis en 16 poules de 10 équipes qui se rencontrent en matches « Aller » et « Retour ».
Les 4 premiers de chaque poule disputent les phases finales, qui débuteront en 1/32e de finale   ;
Les équipes classées 9e et 10e de chaque poule sont reléguées en série territoriale Honneur de leur comité d’appartenance pour la saison 2013-2014  ;
Accession à la Fédérale 2 pour la saison 2013-2014
Les 16 clubs qui accèdent à la Fédérale 2 sont les clubs vainqueurs des Seizièmes de finale  ;

## Composition et classement des poules

### Poules 1, 2, 3, 4
- : Qualifiés pour les phases finales
- : Promu en Fédérale 2
- : Relégué en honneur régional

| Poule 1 1. Beauvais XV RC 64 pts 2. RC Orléans 64 pts 3. UMS Pontault-Combault 44 pts 4. ES Vitry 42 pts 5. Plaisir RC 42 pts 6. RC Les Boucles de la Marne 32 pts 7. RC Blois 28 pts 8. VGA Saint-Maur 16 pts 9. US Pithiviers 16 pts 10. RC Nogent-le-Rotrou 12 pts | Poule 2 1. Stade rouennais (P) 79 pts 2. RC Drancy 74 pts 3. ROC Houilles-Carrières-sur-Seine 51 pts 4. CA L'Aigle 39 pts 5. RC Versailles 35 pts 6. Évreux AC 30 pts 7. RC Sucy 28 pts 8. CA Chevreuse 23 pts 9. AAS Sarcelles 18 pts 10. RC Hérouville 13 pts | Poule 3 1. Stade domontois RC 73 pts 2. RC Courbevoie 67 pts 3. Rugby Épernay Champagne 47 pts 4. Antony Métro 92 46 pts 5. Saint-Denis US 42 pts 6. US Ris-Orangis 34 pts 7. RC Vincennes 26 pts 8. Olympique marcquois 26 pts 9. ES Hagondange 24 pts 10. RU Dunkerque 7 pts | Poule 4 1. Stade poitevin 67 pts 2. FC La Roche-sur-Yon 54 pts 3. RC Puilboreau 48 pts 4. SC Le Rheu 37 pts 5. SC surgèrien 37 pts 6. RC Saint-Sébastien–Basse-Goulaine 27 pts 7. Plouzané AC 25 pts 8. RC sablais 11 pts 9. AR Marans 11 pts |

### Poules 5, 6, 7, 8
- : Qualifiés pour les phases finales
- : Promu en Fédérale 2
- : Relégué en honneur régional

| Poule 5 1. US Tavaux Damparis 58 pts 2. SO Givors 55 pts 3. CS nuiton 49 pts 4. AS Ampuis Côte-Rôtie 48 pts 5. Olympique de Besançon 48 pts 6. US Meyzieu 45 pts 7. US Vizille 36 pts 8. Bièvre Saint-Geoirs RC 35 pts 9. US Dole 26 pts 10. RC Dijon 2 pts | Poule 6 1. FC Villefranche 57 pts 2. SAL Saint-Priest 52 pts 3. US Renage Rives 48 pts 4. US Vinay 47 pts 5. CO Le Puy 40 pts 6. US Tournon 37 pts 7. Rugby saint-jeannais 35 pts 8. RC Belleville-Beaujolais 40 pts 9. SO Ugine Albertville 23 pts 10. SC Privas 16 pts | Poule 7 1. AS Saint-Marcel-Bel-Accueil-L'Isle d'Abeau (ASSMIDA) 63 pts 2. CS annonéen 60 pts 3. US Bellegarde-Coupy 50 pts 4. SO Voiron 48 pts 5. FC Saint-Claude 40 pts 6. US Rhône XV 44 pts 7. Ambérieu-en-Bugey RC 11 pts 8. CS Lons-le-Saunier 25 pts 9. RC Thonon Chablais 9 pts 10. Champagnole rugby 11 pts | Poule 8 1. JA Isle 69 pts 2. Bourges XV 53 pts 3. RAC Chateauroux 52 pts 4. RC Clermont-Cournon 48 pts 5. RC Issoudun 34 pts 6. RR Guéret 30 pts 7. FC Moulins 29 pts 8. RC Riom 26 pts 9. Rugby sancerrois 21 pts 10. SC Brioude 17 pts |

### Poules 9, 10, 11, 12
- : Qualifiés pour les phases finales
- : Promu en Fédérale 2
- : Relégué en honneur régional

| Poule 9 1. CO Berre XV 68 pts 2. Stade niçois 61 pts 3. Bastia XV 55 pts 4. RC La Valette-Le Revest-La Garde-Le Pradet 50 pts 5. RC Aubagne 49 pts 6. RC eyraguais 45 pts 7. RC Draguignan 35 pts 8. RC Vallée du Gapeau 34 pts 9. RC Stade Phocéen 21 pts 10. RC Gapencais 13 pts | Poule 10 1. RC Nîmes 58 pts 2. SC Leucate-Roquefort 58 pts 3. RO Lunel 53 pts 4. RC Jacou Montpellier Nord 45 pts 5. Entente Vendres-Lespignan Hérault XV 45 pts 6. RC Martigues-Port-de-Bouc 37 pts 7. RC Sorgues 32 pts 8. RC Les Angles 30 pts 9. SU cavaillonnais 29 pts 10. Aviron gruissanais 9 pts | Poule 11 1. SA rochefortais 62 pts 2. UA Libourne 60 pts 3. Stade foyen 53 pts 4. AS Mérignac 50 pts 5. CS Nontron 45 pts 6. US Monflanquin Cancon 41 pts 7. RC Mussidan 32 pts 8. Royan-Saujon rugby 26 pts 9. CMF Floirac 22 pts 10. Pays Médoc rugby 4 pts | Poule 12 1. US Bergerac 68 pts 2. Cahors rugby 49 pts 3. EV Malemort Brive O 45 pts 4. RC Arpajon-Veinazès 41 pts 5. RC Mauriac 39 pts 6. US Ussel 37 pts 7. RC Saint-Cernin 32 pts 8. US Lalinde 31 pts 9. Stade marivalois 27 pts 10. US Objat 15 pts |

### Poules 13, 14, 15, 16
- : Qualifiés pour les phases finales
- : Promu en Fédérale 2
- : Relégué en honneur régional

| Poule 13 1. SO Millau 62 pts 2. JO pradéenne 59 pts 3. Salanque Côte Radieuse XV 49 pts 4. RO Castelnaudary 45 pts 5. Lévézou Ségala Aveyron XV 43 pts 6. RC Saint-Affrique 40 pts 7. JSI Elne/Latour/Theza 33 pts 8. US Carmaux 33 pts 9. Boulou sportif 26 pts 10. Union Sigean Port-la-Nouvelle 6 pts | Poule 14 1. UA Saverdun 64 pts 2. Balma olympique 60 pts 3. US Casteljaloux 55 pts 4. SC Pamiers 45 pts 5. Stade navarrais 44 pts 6. RC Bon-Encontre Boé 342 pts 7. ES Lembeye 29 pts 8. US Coarraze Nay 26 pts 9. US Saint-Sulpice 23 pts 10. Sor Agout XV 7 pts | Poule 15 1. Saint-Paul sports rugby 62 pts 2. US Argelès 57 pts 3. RC Muret 55 pts 4. JS Rion 39 pts 5. US Mugron 36 pts 6. Entente de la vallée du Girou 32 pts 7. US habassaise 32 pts 8. US Pouyastruc 30 pts 9. US Bardos 23 pts 10. AS Montesquieu-Volvestre 22 pts | Poule 16 1. ES Gimont 52 pts 2. US Nafarroa 47 pts 3. AA nogarolienne 46 pts 4. Hasparren AC 46 pts 5. Inthalatz Larressore 40 pts 6. FCTT - TOAC/TOEC 36 pts 7. Grenade sports 33 pts 8. US Sauveterre 33 pts 9. Entente Astarac Bigorre 32 pts 10. Stade beaumontois 10pts |

## Phases finales

### Trente-deuxièmes de finale
Les Trente-deuxièmes de finale se déroulent le 20 avril 2013 (matchs aller) et le 28 avril 2013 (matchs retour).
| Équipe                                     | Aller | Total  | Retour | Équipe                                               |
| ------------------------------------------ | ----- | ------ | ------ | ---------------------------------------------------- |
| CA L'Aigle                                 | 11-12 | 18-38  | 7-26   | RC Orléans                                           |
| UMS Pontault-Combault                      | 21-28 | 41-49  | 20-21  | RC Drancy                                            |
| Plaisir RC                                 | 5-12  | 23-35  | 18-23  | Stade rouennais                                      |
| ROC Houilles-Carrières-sur-Seine           | 6-11  | 25-61  | 19-50  | Beauvais XV RC                                       |
| SC Le Rheu                                 | 12-11 | 26-43  | 14-32  | Stade domontois RC                                   |
| Rugby Épernay Champagne                    | 15-0  | 23-23  | 8-23   | FC La Roche-sur-Yon                                  |
| Antony Métro 92                            | 11-9  | 24-29  | 13-20  | Stade poitevin                                       |
| RC Puilboreau                              | 9-14  | 19-32' | 10-18  | RC Courbevoie                                        |
| US Vinay                                   | 14-0  | 20-22' | 6-22   | US Tavaux Damparis                                   |
| SO Givors                                  | 16-13 | 36-29  | 20-16  | SAL Saint-Priest                                     |
| AS Ampuis Côte-Rôtie                       | 14-17 | 20-32  | 6-15   | FC Villefranche                                      |
| US Renage Rives                            | 28-21 | 47-50  | 19-29  | US Meyzieu                                           |
| RC Clermont-Cournon                        | 17-25 | 24-58  | 7-33   | AS Saint-Marcel-Bel-Accueil-L'Isle d'Abeau (ASSMIDA) |
| CS annonéen                                | 32-9  | 55-44  | 23-35  | RAC Chateauroux                                      |
| US Bellegarde-Coupy                        | 19-17 | 19-38  | 0-21   | JA Isle                                              |
| Bourges XV                                 | 23-20 | 26-30  | 3-10   | SO Voiron                                            |
| RC Jacou Montpellier Nord                  | 35-33 | 49-48  | 14-15  | CO Berre XV                                          |
| Bastia XV                                  | 18-25 | 21-42  | 3-17   | SC Leucate-Roquefort                                 |
| RC La Valette-Le Revest-La Garde-Le Pradet | 11-22 | 14-41  | 3-19   | RC Nîmes                                             |
| RO Lunel                                   | 18-23 | 28-32  | 10-9   | Stade niçois                                         |
| RC Mauriac                                 | 12-13 | 26-44  | 14-31  | UA Libourne                                          |
| Stade foyen                                | 18-16 | 35-34  | 17-18  | Cahors rugby                                         |
| AS Mérignac                                | 12-29 | 26-49  | 14-20  | US Bergerac                                          |
| EV Malemort Brive O                        | 8-20  | 27-60  | 19-40  | SA rochefortais                                      |
| SC Pamiers                                 | 22-29 | 35-56  | 13-27  | SO Millau                                            |
| Salanque Côte Radieuse XV                  | 12-19 | 18-36  | 6-17   | Balma olympique                                      |
| RO Castelnaudary                           | 13-16 | 21-25  | 8-9    | UA Saverdun                                          |
| US Casteljaloux                            | 14-16 | 29-27  | 15-11  | JO pradéenne                                         |
| Inthalatz Larressore                       | 19-24 | 38-50  | 19-26  | US Argelès                                           |
| RC Muret                                   | 18-16 | 33-41  | 15-25  | Hasparren AC                                         |
| JS Rion                                    | 24-24 | 37-53  | 13-29  | US Nafarroa                                          |
| ES Gimont                                  | 22-19 | 42-44  | 20-25  | Saint-Paul sports rugby                              |

### Seizièmes de finale
Les Seizièmes de finale se déroulent le 4 mai 2013 (matchs aller) et le 11 mai 2013 (matchs retour).

Les 16 clubs vainqueurs accèdent à la Fédérale 2 pour la saison 2013-2014
| Équipe                  | Aller | Total | Retour | Équipe                                               |
| ----------------------- | ----- | ----- | ------ | ---------------------------------------------------- |
| RC Drancy               | 20-11 | 34-33 | 14-22  | RC Orléans                                           |
| Beauvais XV RC          | 6-9   | 19-26 | 13-17  | Stade rouennais                                      |
| Rugby Épernay Champagne | 10-32 | 26-43 | 5-31   | Stade domontois RC                                   |
| RC Courbevoie           | 10-31 | 17-47 | 7-16   | Stade poitevin                                       |
| SO Givors               | 29-22 | 40-40 | 11-18  | US Tavaux Damparis                                   |
| US Meyzieu              | 23-25 | 26-31 | 3-6    | FC Villefranche                                      |
| CS annonéen             | 28-25 | 28-31 | 0-6    | AS Saint-Marcel-Bel-Accueil-L'Isle d'Abeau (ASSMIDA) |
| SO Voiron               | 12-10 | 17-36 | 5-26   | JA Isle                                              |
| SC Leucate-Roquefort    | 17-17 | 30-38 | 13-21  | RC Jacou Montpellier Nord                            |
| Stade niçois            | 23-28 | 23-42 | 0-14   | RC Nîmes                                             |
| Stade foyen             | 12-16 | 24-28 | 12-12  | UA Libourne                                          |
| SA rochefortais         | 10-27 | 27-45 | 17-18  | US Bergerac                                          |
| Balma olympique         | 20-17 | 37-39 | 17-22  | SO Millau                                            |
| US Casteljaloux         | 38-29 | 44-51 | 6-22   | UA Saverdun                                          |
| Hasparren AC            | 19-16 | 35-34 | 16-18  | US Argelès                                           |
| Saint-Paul sports rugby | 16-22 | 28-53 | 12-31  | US Nafarroa                                          |

### Huitièmes, quarts, demi-finales et finale
|  | Huitièmes de finale 19 mai 2013                      | Huitièmes de finale 19 mai 2013                      |                                                      |    | Quarts de finale 26 mai 2013 | Quarts de finale 26 mai 2013 |  |  | Demi-finales 9 juin 2013 | Demi-finales 9 juin 2013 |  |  | Finale 16 juin 2013 | Finale 16 juin 2013 |
|  | Huitièmes de finale 19 mai 2013                      | Huitièmes de finale 19 mai 2013                      |                                                      |    | Quarts de finale 26 mai 2013 | Quarts de finale 26 mai 2013 |  |  | Demi-finales 9 juin 2013 | Demi-finales 9 juin 2013 |  |  | Finale 16 juin 2013 | Finale 16 juin 2013 |
|  |                                                      |                                                      |                                                      |    |                              |                              |  |  |                          |                          |  |  |                     |                     |
|  |                                                      |                                                      |                                                      |    |                              |                              |  |  |                          |                          |  |  |                     |                     |
|  |                                                      |                                                      |                                                      |    |                              |                              |  |  |                          |                          |  |  |                     |                     |
|  | RC Drancy                                            | 38                                                   |                                                      |    |                              |                              |  |  |                          |                          |  |  |                     |                     |
|  | RC Drancy                                            | 38                                                   |                                                      |    |                              |                              |  |  |                          |                          |  |  |                     |                     |
|  | Stade rouennais                                      | 43                                                   |                                                      |    |                              |                              |  |  |                          |                          |  |  |                     |                     |
|  | Stade rouennais                                      | 43                                                   | Stade rouennais                                      | 19 |                              |                              |  |  |                          |                          |  |  |                     |                     |
|  |                                                      |                                                      | Stade rouennais                                      | 19 |                              |                              |  |  |                          |                          |  |  |                     |                     |
|  |                                                      | Stade domontois RC                                   | 22                                                   |    |                              |                              |  |  |                          |                          |  |  |                     |                     |
|  | Stade domontois RC                                   | Stade domontois RC                                   | 22                                                   | 9  |                              |                              |  |  |                          |                          |  |  |                     |                     |
|  | Stade domontois RC                                   |                                                      |                                                      | 9  |                              |                              |  |  |                          |                          |  |  |                     |                     |
|  | Stade poitevin                                       | 6                                                    |                                                      |    |                              |                              |  |  |                          |                          |  |  |                     |                     |
|  | Stade poitevin                                       | 6                                                    | Stade domontois RC                                   | 17 |                              |                              |  |  |                          |                          |  |  |                     |                     |
|  |                                                      |                                                      | Stade domontois RC                                   | 17 |                              |                              |  |  |                          |                          |  |  |                     |                     |
|  |                                                      | AS Saint-Marcel-Bel-Accueil-L'Isle d'Abeau (ASSMIDA) | 37                                                   |    |                              |                              |  |  |                          |                          |  |  |                     |                     |
|  | SO Givors                                            | AS Saint-Marcel-Bel-Accueil-L'Isle d'Abeau (ASSMIDA) | 37                                                   | 3  |                              |                              |  |  |                          |                          |  |  |                     |                     |
|  | SO Givors                                            |                                                      |                                                      | 3  |                              |                              |  |  |                          |                          |  |  |                     |                     |
|  | FC Villefranche                                      | 30                                                   |                                                      |    |                              |                              |  |  |                          |                          |  |  |                     |                     |
|  | FC Villefranche                                      | 30                                                   | FC Villefranche                                      | 7  |                              |                              |  |  |                          |                          |  |  |                     |                     |
|  |                                                      |                                                      | FC Villefranche                                      | 7  |                              |                              |  |  |                          |                          |  |  |                     |                     |
|  |                                                      | AS Saint-Marcel-Bel-Accueil-L'Isle d'Abeau (ASSMIDA) | 20                                                   |    |                              |                              |  |  |                          |                          |  |  |                     |                     |
|  | AS Saint-Marcel-Bel-Accueil-L'Isle d'Abeau (ASSMIDA) | AS Saint-Marcel-Bel-Accueil-L'Isle d'Abeau (ASSMIDA) | 20                                                   | 27 |                              |                              |  |  |                          |                          |  |  |                     |                     |
|  | AS Saint-Marcel-Bel-Accueil-L'Isle d'Abeau (ASSMIDA) |                                                      |                                                      | 27 |                              |                              |  |  |                          |                          |  |  |                     |                     |
|  | JA Isle                                              | 10                                                   |                                                      |    |                              |                              |  |  |                          |                          |  |  |                     |                     |
|  | JA Isle                                              | 10                                                   | AS Saint-Marcel-Bel-Accueil-L'Isle d'Abeau (ASSMIDA) | 17 |                              |                              |  |  |                          |                          |  |  |                     |                     |
|  |                                                      |                                                      | AS Saint-Marcel-Bel-Accueil-L'Isle d'Abeau (ASSMIDA) | 17 |                              |                              |  |  |                          |                          |  |  |                     |                     |
|  |                                                      | US Bergerac                                          | 29                                                   |    |                              |                              |  |  |                          |                          |  |  |                     |                     |
|  | SC Leucate-Roquefort                                 | US Bergerac                                          | 29                                                   | 19 |                              |                              |  |  |                          |                          |  |  |                     |                     |
|  | SC Leucate-Roquefort                                 |                                                      |                                                      | 19 |                              |                              |  |  |                          |                          |  |  |                     |                     |
|  | RC Nîmes                                             | 13                                                   |                                                      |    |                              |                              |  |  |                          |                          |  |  |                     |                     |
|  | RC Nîmes                                             | 13                                                   | SC Leucate-Roquefort                                 | 18 |                              |                              |  |  |                          |                          |  |  |                     |                     |
|  |                                                      |                                                      | SC Leucate-Roquefort                                 | 18 |                              |                              |  |  |                          |                          |  |  |                     |                     |
|  |                                                      | US Bergerac                                          | 23                                                   |    |                              |                              |  |  |                          |                          |  |  |                     |                     |
|  | UA Libourne                                          | US Bergerac                                          | 23                                                   | 7  |                              |                              |  |  |                          |                          |  |  |                     |                     |
|  | UA Libourne                                          |                                                      |                                                      | 7  |                              |                              |  |  |                          |                          |  |  |                     |                     |
|  | US Bergerac                                          | 20                                                   |                                                      |    |                              |                              |  |  |                          |                          |  |  |                     |                     |
|  | US Bergerac                                          | 20                                                   | US Bergerac                                          | 16 |                              |                              |  |  |                          |                          |  |  |                     |                     |
|  |                                                      |                                                      | US Bergerac                                          | 16 |                              |                              |  |  |                          |                          |  |  |                     |                     |
|  |                                                      | SO Millau                                            | 11                                                   |    |                              |                              |  |  |                          |                          |  |  |                     |                     |
|  | SO Millau                                            | SO Millau                                            | 11                                                   | 12 |                              |                              |  |  |                          |                          |  |  |                     |                     |
|  | SO Millau                                            |                                                      |                                                      | 12 |                              |                              |  |  |                          |                          |  |  |                     |                     |
|  | UA Saverdun                                          | 6                                                    |                                                      |    |                              |                              |  |  |                          |                          |  |  |                     |                     |
|  | UA Saverdun                                          | 6                                                    | SO Millau                                            | 22 |                              |                              |  |  |                          |                          |  |  |                     |                     |
|  |                                                      |                                                      | SO Millau                                            | 22 |                              |                              |  |  |                          |                          |  |  |                     |                     |
|  |                                                      | US Argelès                                           | 19                                                   |    |                              |                              |  |  |                          |                          |  |  |                     |                     |
|  | US Argelès                                           | US Argelès                                           | 19                                                   | 16 |                              |                              |  |  |                          |                          |  |  |                     |                     |
|  | US Argelès                                           |                                                      |                                                      | 16 |                              |                              |  |  |                          |                          |  |  |                     |                     |
|  | US Nafarroa                                          | 9                                                    |                                                      |    |                              |                              |  |  |                          |                          |  |  |                     |                     |
|  | US Nafarroa                                          | 9                                                    |                                                      |    |                              |                              |  |  |                          |                          |  |  |                     |                     |

## Sources et références
- Classement Fédérale 3 2012-2013
- Phases finales Fédérale 3 saison 2012-2013
- Rappel saison 2012/2013

1. ↑  Nogent-le-Rotrou est repêché en fédérale 3
2. ↑  Les Sables-d'Olonne est repêché en fédérale 3
3. ↑   Rétrogradation administrative de l'US Vizille
4. ↑   Rétrogradation administrative du CS lédonien
5. ↑  Phases finales sur itsrugby.fr